# Авиационные происшествия с Douglas DC-7

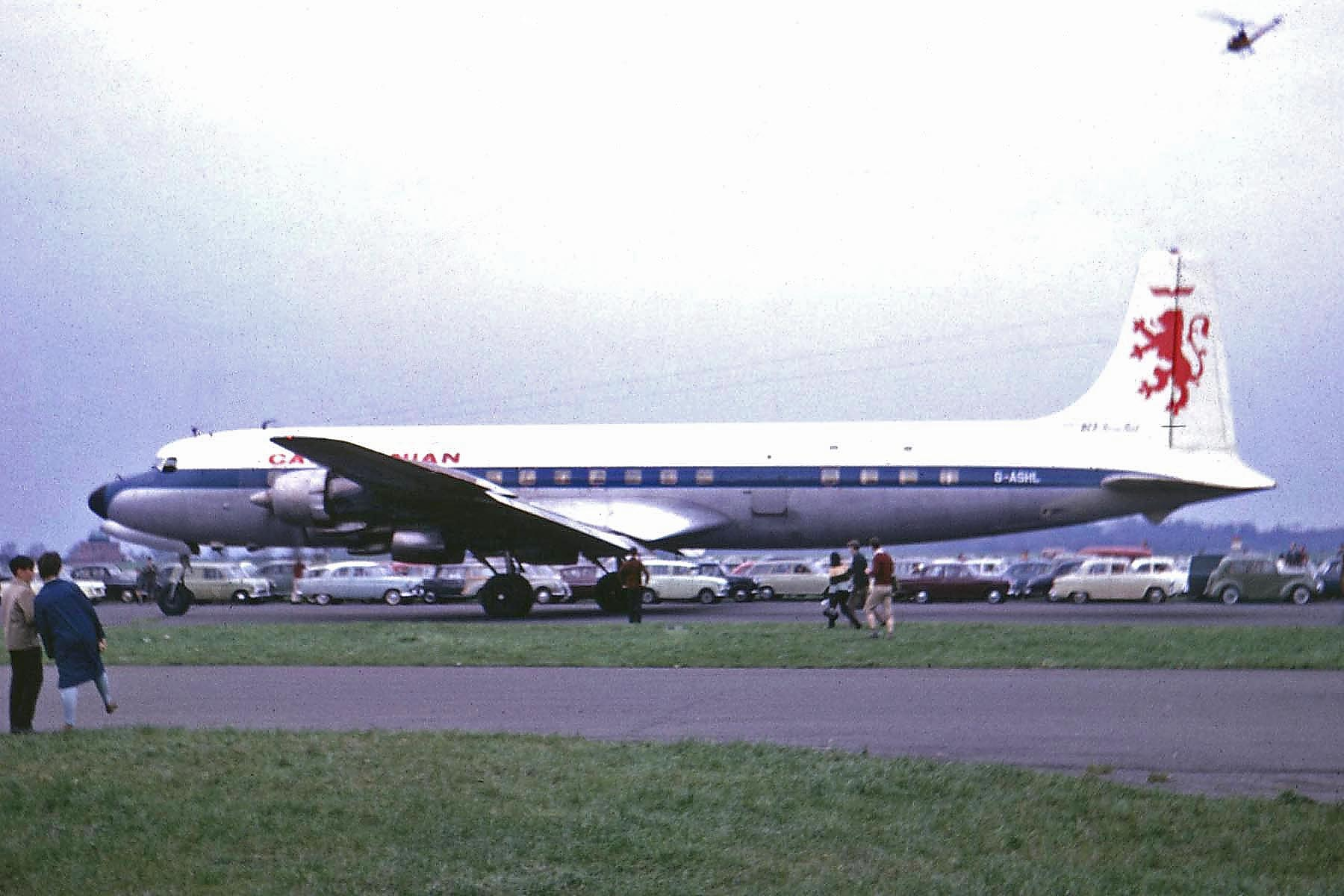
Douglas DC-7C авиакомпании Caledonian Airways, идентичный разбившемуся в Дуале

Список авиационных аварий и катастроф самолёта Douglas DC-7 всех модификаций.
По данным сайта Aviation Safety Network, всего на 2019 год было потеряно 74 самолёта.

## Список
| Дата       | Бортовой номер | Место происшествия          | Жертвы/На борту | Краткое описание |
| ---------- | -------------- | --------------------------- | --------------- | --- |
| 30.06.1956 | N6324C         | Большой каньон              | 70+58/58        | Столкновение в воздухе с L-1049. |
| 31.01.1957 | N8210H         | Сандленд-Тухунга            | 3+1+3/3         | При облёте столкнулся в воздухе с военным Northrop F-89 Scorpion и упал на жилой район. |
| 28.06.1957 | N808D          | Майами                      | 0+0/н.д.        | При рулении по аэропорту после тренировочного рейса столкнулся со стоящим L-1049. Вытекшее из повреждённых баков авиатопливо воспламенилось, оба самолёта сгорели.                                         |
| 10.03.1958 | N846D          | Лонг-Бич                    | 0/н.д.          | Разбился в тестовом полёте перед передачей авиакомпании-заказчику (Eastern Air Lines). |
| 25.03.1958 | N5904          | Майами                      | 9/24            | Отказ и пожар двигателя после взлёта; при возврате в аэропорт экипаж не уследил за высотой и самолёт врезался в болото.                                                                                    |
| 21.04.1958 | N6328C         | Арден                       | 2+47/47         | Столкнулся в воздухе с военным F-100. |
| 18.05.1958 | OO-SFA         | Касабланка                  | 61/65           | Во время вынужденной посадки из-за вибрации двигателя, при уходе на второй круг из-за ошибки экипажа перешёл в сваливание и рухнул на землю.                                                               |
| 20.02.1959 | N740PA         | Сан-Франциско               | 0/3             | Жёсткая посада в тренировочном полёте. |
| 24.09.1959 | F-BIAP         | Бордо                       | 54/65           | После взлёта не успел набрать высоту и врезался в гору. |
| 16.11.1959 | N4891C         | Мексиканский залив          | 42/42           | Взрыв бомбы на борту. |
| 24.02.1960 | I-DUVO         | Шаннон                      | 34/52           | После взлёта потерял высоту и рухнул на землю. |
| 14.07.1960 | N292           | Полилло                     | 1/58            | Вынужденное приводнение после отказа и пожара двигателя. |
| 18.02.1961 | N745PA         | Штутгарт                    | 0/3             | Зацепил холм при заходе на посадку в СМУ. |
| 20.06.1961 | N312A          | Окленд                      | 0/0             | Lockheed Constellation при буксировке наземным персоналом врезался в стоящий DC-7; оба самолёта были списаны.                                                                                              |
| 26.09.1961 | N312A          | Норфолк                     | 0/5             | Из-за отказа гидросистемы при посадке выкатился за пределы ВПП и упал на набережную. |
| 14.10.1961 | PP-PDL         | Белем                       | 0/н.д.          | Из-за отказа гидросистемы при посадке выкатился с ВПП и съехал в канаву. |
| 01.11.1961 | PP-PDO         | Гуарарапис                  | 45/88           | При заходе на посадку врезался в холм. |
| 14.11.1961 | N5905          | Даллас                      | 1/7             | При рулении по аэропорту перед облётом после ремонта из-за отключенных тормозов не смог остановиться и врезался в ангар.                                                                                   |
| 16.12.1961 | N4871C         | Чикаго                      | 0/н.д.          | Жёсткая посадка. Обломки самолёта позже использовали в качестве ресторана. |
| 04.03.1962 | G-ARUD         | Дуала                       | 111/111         | При взлёте зацепил деревья и рухнул в болото. |
| 22.10.1962 | N285           | Ситка                       | 0/102           | Вынужденное приводнение после отказа двигателя. |
| 29.10.1962 | N51702         | Ла-Пас                      | 0/42            | Разбился при взлёте. |
| 30.11.1962 | N815D          | Нью-Йорк                    | 25/51           | При уходе на второй круг врезался в землю в условиях тумана. |
| 08.04.1963 | PP-PDM         | Рио-де-Жанейро              | 0/7             | Тренировочный рейс. Из-за преждевременной уборки шасси упал на ВПП и разрушился. |
| 03.06.1963 | N290           | залив Аляска                | 101/101         | Рухнул в океан по неустановленной причине. |
| 28.09.1963 | N843D          | Нашвилл                     | 0/45            | Жёсткая посадка с разрушением передней стойки шасси. |
| 24.04.1964 | N68N           | Феникс                      | 0/0             | Разрушен в рамках эксперимента по изучению авиационных происшествий. |
| 16.07.1964 | N809D          | Ричмонд                     | 0/76            | Жёсткая посадка с разрушением правой стойки шасси. |
| 20.07.1964 | N831D          | Шарлотт                     | 0/57            | Жёсткая посадка с разрушением передней стойки шасси. |
| 28.09.1964 | G-ASID         | Стамбул                     | 0/97            | При посадке в грозу врезался в землю до ВПП. |
| 08.02.1965 | N849D          | Нью-Йорк                    | 84/84           | Рухнул в океан при уклонении от столкновения со встречным Boeing 707. |
| 08.02.1965 | SE-CCC         | Санта-Крус-де-Тенерифе      | 0/91            | При взлёте выкатился за пределы ВПП. |
| 16.10.1965 | N824D          | Шарлотт                     | 0/62            | Жёсткая посадка с разрушением правой стойки шасси. |
| 01.03.1966 | HC-AIP         | Майами                      | 0/4             | При рулении по аэропорту из-за неустановленного сбоя в двигателях выкатился в канаву. |
| 18.05.1966 | N6339C         | Стэплтон, Денвер            | 0/4             | Тренировочный полёт. При посадке из-за взрыва шины разрушилась передняя стойка шасси. |
| 12.09.1966 | N2282          | Татикава                    | 0/4             | При взлёте выкатился за пределы ВПП из-за нарушения центровки при загрузке. |
| 30.12.1966 | N4059K         | Сайгон                      | 0/4             | При взлёте по неизвестным причинам сложились правая и носовая стойки шасси. |
| 05.06.1967 | JY-ACO         | Дамаск                      | 0/0             | Уничтожены израильской авиацией в ходе «Шестидневной войны» |
| 05.06.1967 | JY-ACP         | Бейрут (?)                  | 0/0             | Уничтожены израильской авиацией в ходе «Шестидневной войны» |
| 20.01.1968 | SE-ERC         | Мюнхен                      | 0/38            | При посадке сложилась передняя стойка шасси |
| 02.07.1968 | N762Z          | Филадельфия                 | 0/3             | При посадке в дождь вышел на аквапланирование и выкатился за пределы ВПП. |
| 27.09.1968 | N7466          | Хэвлок                      | 0/3             | При посадке в тумане врезался в деревья. |
| 03.10.1968 | 5T-TAR         | Ули                         | 0/3             | Повреждён при столкновении с DC-4; впоследствии уничтожен при налёте ВВС Нигерии. |
| 07.12.1968 | VR-BCY         | Ули                         | 4/4             | Разбился при посадке по неустановленной причине. |
| 28.12.1968 | OD-AEI         | Бейрут                      | 0/0             | Уничтожены израильскими войсками. |
| 28.12.1968 | OD-AEK         | Бейрут                      | 0/0             | Уничтожены израильскими войсками. |
| 05.06.1969 | SE-ERP         | Экет                        | 4/4             | Сбит истребителем МиГ-17 ВВС Нигерии. |
| 29.06.1969 | EC-BEO         | Лас-Пальмас-де-Гран-Канария | 0/0             | Повреждён пожаром в ходе наземного обслуживания; в 1974 году был разобран на запчасти. |
| 26.07.1969 | VR-BCT         | Абиджан                     | 0/4             | Вынужденная посадка на пляж после отделения двигателя. |
| 20.10.1970 | EC-ATQ         | Барахас, Мадрид             | 0/н.д.          | Подробности неизвестны. |
| 31.12.1972 | N500AE         | Сан-Хуан                    | 5/5             | После взлёта рухнул в океан из-за отказа двух двигателей и перегруза. |
| 01.05.1973 | HK-1300        | Майами                      | 0/0             | Повреждён пожаром. |
| 21.06.1973 | N296           | Майами                      | 3/3             | При взлёте в грозу потерял управление и рухнул в болото Эверглейдс. |
| 13.12.1973 | CP-1048        | Тринидад                    | 0/33            | При съезде с ВПП после посадки выехал на грунт и разрушился. |
| 03.03.1974 | EI-AWG         | Лондон                      | 0/10            | При посадке двигатели были случайно переведены из реверса в режим тяги, после чего самолёт выехал с ВПП.                                                                                                   |
| 04.10.1976 | TZ-ARC         | Кения                       | 4/4             | При заходе на посадку врезался в гору. |
| 12.09.1977 | N6314J         | Якутат                      | 4/4             | После взлёта упал в лес из-за отказа двигателя и перегруза. |
| xx.xx.1977 | N73675         | Южная Каролина              | 0/н.д.          | Подробности неизвестны. |
| 30.04.1978 | N356AL         | Майами                      | 0/н.д.          | Повреждён при посадке. |
| 06.09.1978 | N244B          | Фармервилл                  | 1/6             | Выполняя нелегальный рейс по перевозке марихуаны при полёте на малой высоте врезался в лес. |
| 22.06.1978 | N357AL         | Барстоу-Даггетт             | 1/6             | Самолёт был перегружен, когда после взлёта из-за неправильного типа авиатоплива упала мощность двигателей; разбился при возврате в аэропорт.                                                               |
| 14.09.1979 | N4SW           | Кламат-Фолс                 | 12/12           | После взлёта из-за нарушения схемы выхода врезался в гору. |
| xx.xx.1979 | N302G          | н.д.                        | н.д./н.д.       | Подробности неизвестны; по некоторым данным самолёт перевозил контрабанду. |
| 27.07.1980 | CP-1291        | Трухильо                    | 0/0             | Повреждён наземным пожаром. |
| 18.09.1980 | N75000         | Кастилья-ла-Нуэва           | 0/5             | Вынужденная посадка на местности. При попытке ВВС Колумбии передвинуть самолёт, по неизвестной причине возник пожар. По неподтверждённой информации, самолёт ранее использовался для перевозки наркотиков. |
| 28.11.1980 | N816D          | Пекос                       | 2/2             | Вскоре после взлёта вошёл в крутой левый крен из-за отказа воздушного винта двигателя №2 и рухнул на землю.                                                                                                |
| xx.xx.1980 | N8219H         | н.д.                        | 0/н.д.          | Сбит при перевозке контрабанды. |
| 01.05.1982 | N823D          | Досон                       | 0/0             | Сгорел на земле. |
| 09.10.1986 | N5903          | Дакар                       | 3/4             | После взлёта рухнул на землю из-за отказа и пожара двух двигателей; перевозил пестициды для борьбы с саранчой.                                                                                             |
| 08.12.1988 | N284           | Западная Сахара             | 5/5             | Сбит войсками POLISARIO из ПЗРК Стрела-2. |
| 01.10.1992 | N848D          | Эль-Дорадо                  | 2/2             | Участвовал в борьбе с лесными пожарами, когда из-за невнимательности экипажа снизился под безопасную высоту и врезался в лес на горном склоне.                                                             |
| 06.11.1992 | HI-619SP       | Дэниа-Бич                   | 0/5             | Вынужденное приводнение после отказа двух двигателей. |
| 18.02.1993 | HI-599CT       | Лас-Америкас, Санто-Доминго | 0/3             | При взлёте выкатился с ВПП отказа двигателя. |
| 18.02.1993 | HR-ALY         | Майами                      | 0/0             | В ходе наземного обслуживания при очистке топливного бака №2 металлической щёткой с пневмоприводом взорвались пары авиатоплива, значительно повредив левое крыло.                                          |